# Aero 18
Der Aero 18 (auch Aero 662) war ein tschechoslowakisches Automobil, das Aero von 1931 bis 1934 baute.
Wie sein Vorgänger wurde der Aero 18 wegen des typischen Geräuschs des Handanlassers auch „Klingler“ (tschechisch „Cinkac“ oder „Cililink“) genannt.
Der Zweizylinder-Zweitaktmotor hatte einen Hubraum von 662 cm³ und leistete 18 PS. Mit Hinterradantrieb und Dreiganggetriebe erreichte der Wagen eine Höchstgeschwindigkeit von rund 80 km/h. Der Kraftstoffverbrauch lag bei 6 l/100 km.
Ab Ende 1931 wurde der Wagen mit einer zweiten Tür auf der Fahrerseite versehen. Mit der Einführung des Aero 20 im Jahr 1933 erhielt der Aero 18 ebenfalls Vorderradbremsen. 1934 wurde das Modell auch äußerlich überarbeitet.
Insgesamt wurden 2583 Exemplare gebaut.

## Motorsport und Langstreckenfahrten
Bei der 10.000-km-Fahrt des AvD 1931 gewann Bohumil Turek mit dem neuen Aero 662 die Goldmedaille. Die Strecke führte von Berlin über Lissabon, München, Zagreb und Wien zurück nach Berlin. 
Ein Jahr später legte Turek vom 12. Juli bis 11. August 1932 mit diesem Modell 30.000 km in 30 Tagen zurück. Dieser Dauertest sollte eine Werbeaktion zur Markteinführung des neuen Aero 662 sein. Dafür waren 30 Tagesetappen zu je 1000 km zu absolvieren, überwacht von einer Sportkommission. Bei dieser Dauer wurde ein Schnitt von 58,25 km/h erreicht. 
Auch František Alexander Elstner unternahm mit dem Aero 18 wieder eine Langstreckenfahrt. So fand die zweite SPEXOR-Expedition 1933 mit Aero-Modellen statt. Dabei fuhren drei Fahrzeuge mehr als 13.500 km über Italien bis ins libysche Murzuk und dann über Tunesien, Algerien und Marokko nach Spanien,
von wo es wieder zurück nach Prag ging.